# Denver and Rio Grande Western Railroad
La Denver & Rio Grande Western Railroad (marchio DRGW), spesso abbreviata in Rio Grande, D&RG o D&RGW, precedentemente conosciuta come Denver & Rio Grande Railroad, era un'azienda ferroviaria statunitense. La ferrovia iniziò ad esistere come linea a scartamento ridotto di 914 mm a sud di Denver, Colorado, nel 1870. Serviva principalmente come linea di collegamento transcontinentale tra Denver e Salt Lake City, Utah. La Rio Grande è stata anche una delle principali origini del traffico di carbone e minerali.
La Rio Grande era l'epitome della ferrovia di montagna, con il motto di "attraverso le Montagne Rocciose, non intorno a loro" e più tardi "la linea principale attraverso le Montagne Rocciose", entrambi un ovvio riferimento alle Montagne Rocciose. La D&RGW gestiva la più alta linea ferroviaria principale negli Stati Uniti, oltre il Tennessee Pass a 10 240 piedi (3 120 m) nel Colorado, e le famose rotte attraverso il Moffat Tunnel e la Gola Reale. Al culmine nella metà degli anni 1880, la D&RG aveva la più grande rete ferroviaria a scartamento ridotto del Nord America con 4 793 miglia (4 479 km) di binari che collegavano gli stati di Colorado, Nuovo Messico e Utah. Nota per la sua indipendenza, la D&RGW gestì l'ultimo treno passeggeri privato intercity negli Stati Uniti fino a quando Brightline iniziò il servizio in Florida nel gennaio 2018, il Rio Grande Zephyr, che fu interrotto nel 1983.
Insieme alla Chicago, Burlington and Quincy Railroad e alla Western Pacific Railroad gestì il California Zephyr dal 1949 al 1970, operativo ancora oggi su un tracciato differente e operato da Amtrak.
Nel 1988, la società madre della Rio Grande, Rio Grande Industries, acquistò la Southern Pacific Transportation Company e, come risultato di una fusione, venne scelto il nome più grande della Southern Pacific Railroad per identità. La Rio Grande operò come divisione separata della Southern Pacific, fino a quando quella compagnia fu acquisita dalla Union Pacific Railroad. Oggi, la maggior parte delle ex linee principali della D&RGW sono di proprietà e gestite dalla Union Pacific, mentre diverse linee di filiali sono ora gestite da ferrovie turistiche di varie società.